# 北川尚弥
北川 尚弥（きたがわ なおや、1996年5月15日 - ）は日本の俳優。身長173cm。体重54kg。（2019年4月13日時点）

## 人物
- 特技は射的、書道（6段）。ジュノン・スーパーボーイ・コンテストの最終選考会では書道の腕前を披露した[1]。
  - 当時、人前に出ることが苦手であった為、審査の為のオーディションに行くことを渋っていたが、母から「お寿司に連れて行ってあげるから」と言われオーディション会場の札幌まで行った、と語っている。[3]
- 動物が好きで、実家ではバニラという名前の白いうさぎを飼っている。
  - なお、幼少期にもキャンディーという名前のうさぎを飼っており、毛を吸い込んで喘息になったとも語っている。
- 一発ギャグが得意で、動画配信や個人イベントで度々披露している。
- イベントの企画等でイラストを描くことも多く、「画伯」を自称している。イベントのグッズとして本人が描いたイラストが使われたパーカーやトートバッグ等も販売された。
- 趣味は一人焼肉。
  - 永松文太と配信する「なおぶんチャンネル」では二人が焼肉を食べている姿を生配信した。
  - 焼き肉好きが高じて、自身のフォトブックに肉のみのショットや自身の写真よりも大きく肉が映るページを掲載した。[3]
- 綺麗好きで毎日部屋の掃除を欠かさない。
- 視力が悪く、コンタクトレンズと眼鏡を併用している。舞台中は客席が見えるよう、コンタクトレンズの度を上げる。
- 小学校1年生から4年生まで水泳を習っていた。
- 小学校4年生から中学校3年生まで野球をやっていた。ポジションは外野以外のすべて経験しているが、特にサードを務めていた。
- 姉と妹がいる。
- 汗っかきである。配信の生放送中に、真冬であるにもかかわらず1人だけ汗だくになっているところを共演者に驚かれた。[4]また、舞台の本番中に大量の汗をかいてしまったため、カーテンコール時にはマイクが壊れてしまったこともあると語っている。
- 自他ともに認める健康食マニアであり、青汁、竹炭、トマトジュース、プロテイン、キャベツの千切り、酢えのき等がある。
- 舞台の本番前に「トド・ヒグマ・エゾジカ」の獣肉缶詰を食していたことでSNSを沸かし、その後自身の配信番組のスタッフを巻き込み缶詰試食会に発展するまでの騒ぎとなった。

## 略歴
- 第26回ジュノン・スーパーボーイ・コンテストファイナリスト。
- 母と姉がジュノン・スーパーボーイ・コンテストに応募したことがきっかけで芸能界入りした。
- 2015年12月24日、「ミュージカル『テニスの王子様』3rdシーズン 青学vs山吹」南健太郎役にて舞台初出演。(なお、本人はこの日をもってデビュー日としている)[5]
- 2018年11月29日、「ミラクル☆ステージ『サンリオ男子』」[6]長谷川康太役で初の座長を務めた。

## 出演

### 舞台
- ミュージカル『テニスの王子様』3rdシーズン - 南健太郎 役[7]
  - ミュージカル『テニスの王子様』3rdシーズン 青学vs山吹（2015年12月24日 - 27日、TOKYO DOME CITY HALL / 12月30日 - 2016年1月10日、大阪メルパルクホール / 1月15日 - 17日、日本特殊陶業市民会館 ビレッジホール / 1月29日 - 31日、キャナルシティ劇場 / 2月6日 - 7日、多賀城市民会館 大ホール / 2月12日 - 21日、TOKYO DOME CITY HALL）[8]
  - ミュージカル『テニスの王子様』TEAM Live YAMABUKI（2016年3月18日 - 20日、京都劇場 / 3月30日 - 4月3日、AiiA 2.5 Theater Tokyo）[9]
  - ミュージカル『テニスの王子様』コンサート Dream Live 2016（2016年5月13日 - 15日、オリックス劇場 / 5月20日 - 22日、パシフィコ横浜 国立大ホール）[10]
  - ミュージカル『テニスの王子様』3rdシーズン 青学vs氷帝（2016年7月14日 - 24日、TOKYO DOME CITY HALL / 8月10日 - 21日、大阪メルパルクホール / 8月27日 - 26日、名古屋国際会議場 センチュリーホール / 9月3日 - 4日、多賀城市民文化会館 大ホール / 9月10日 - 11日、福岡サンパレス ホテル＆ホール / 9月22日 - 25日、TOKYO DOME CITY HALL）[11]
  - ミュージカル『テニスの王子様』コンサート Dream Live 2017（2017年5月26日 - 28日、横浜アリーナ）[12]
  - ミュージカル『テニスの王子様』秋の大運動会 2019（2019年10月8日・9日、横浜アリーナ）[13]
- 音楽劇『金色のコルダBlue♪Sky Second stage』（2016年12月8日 - 18日、全労済ホール/スペース・ゼロ）- 芹沢睦 役[14][15]
- ミュージカル『スタミュ』シリーズ - 申渡栄吾 役[16]
  - ミュージカル『スタミュ』（2017年4月1日 - 16日、Zeppブルーシアター六本木 / 森ノ宮ピロティホール）[16][17]
  - ミュージカル『スタミュ』スピンオフ team柊 単独レビュー公演「Caribbean Groove」（2018年4月27日・28日、舞浜アンフィシアター）[18]
  - ミュージカル『スタミュ』Second Season（2018年7月4日 - 11日、日本青年館ホール / 7月20日 - 22日、森ノ宮ピロティホール）[19]
  - ミュージカル『スタミュ』スピンオフ『SHUFFLE REVUE』（2019年1月 - 2月、EX THEATER ROPPONGI / 京都劇場 / 森ノ宮ピロティホール）[20]
  - ミュージカル『スタミュ』スピンオフ team柊 単独公演「Caribbean Groove」（2019年5月30日 - 6月2日、舞浜アンフィシアター）[21]
  - ミュージカル『スタミュ』Third Season（2019年8月12日 - 9月1日、日本青年館ホール / 森ノ宮ピロティホール）[22]
- BRAVE10（2017年6月28日 - 7月2日、全労済ホール/スペース・ゼロ）- 猿飛佐助 役[23][24]
- 『あんさんぶるスターズ!』 シリーズ - 朱桜司 役[25]
  - 『あんさんぶるスターズ! オン・ステージ』〜Judge of Knights〜（2017年9月7日 - 18日、シアター1010 / 9月22日 - 24日、新神戸オリエンタル劇場）[25]
  - 『あんさんぶるスターズ! オン・ステージ』〜To the shining future〜（2018年1月19日 - 21日、梅田芸術劇場 シアター・ドラマシティ / 1月25日 - 2月5日、シアター1010）[26]
  - あんステフェスティバル（2018年9月、横浜文化体育館 / 神戸ワールド記念ホール）[27]
  - 『あんさんぶるスターズ! THE STAGE』-Party Live-（2023年3月25日・26日、ぴあアリーナMM）[28]
  - 『あんさんぶるスターズ！THE STAGE』-Desperate Checkmate-（2025年5月26日 - 6月1日、Kanadevia Hall / 6月6日 - 8日、箕面市立文化芸能劇場 大ホール）[29][30]
- ACCA13区監察課（2017年11月3日 - 12日、品川プリンスホテル クラブeX） - マギー 役[31][32]
- 舞台『刀剣乱舞』- 骨喰藤四郎 役[33]
  - 舞台『刀剣乱舞』外伝 此の夜らの小田原（2017年11月23日、小田原城)
  - 舞台『刀剣乱舞』ジョ伝 三つら星刀語り（2017年 12月15日 - 27日、TOKYO DOME CITY HALL / 12月21日 - 24日、大阪メルパルクホール / 12月28日・29日、福岡サンパレス ホテル&ホール）[33][34]
  - 舞台『刀剣乱舞』慈伝 日日の葉よ散るらむ（2019年6月28日 - 7月7日、サンケイホールブリーゼ）[35][36]
  - 舞台『刀剣乱舞』天伝 蒼空の兵 -大坂冬の陣-（2021年1月10日 - 3月28日、IHIステージアラウンド東京）[37]
  - 舞台『刀剣乱舞』七周年感謝祭 -夢語刀宴會-（2023年8月4日 - 6日、幕張メッセ 幕張イベントホール）[38]
- ミュージカル『Dance with Devils〜Fermata〜』（2018年3月15日 - 25日、AiiA 2.5 Theater Tokyo）- マリウス 役[39][40]
- 歌劇『明治東亰恋伽〜月虹の婚約者〜』（2018年8月18日・19日、森ノ宮ピロティホール / 8月25日 - 9月2日、シアター1010）- 泉鏡花 役[41]
- ミラクル☆ステージ『サンリオ男子』- 長谷川康太 役[42]
  - ミラクル☆ステージ『サンリオ男子』（2018年11月29日 - 12月9日、天王洲 銀河劇場）[42][43]
  - ミラクル☆ステージ『サンリオ男子』〜ハーモニーの魔法〜（2019年11月8日 - 17日、品川プリンスホテル クラブeX）[44][45]
  - ミラクル☆ステージ『サンリオ男子』〜KAWAII Evolution〜（2021年7月15日 - 25日、品川プリンスホテル クラブeX / 7月30日 - 8月1日、京都劇場）[46]
- 春の修学旅行『妖怪! 百鬼夜高等学校』〜一条通と付喪神〜（2019年2月27日 - 3月10日、新宿FACE / 3月23日・24日、京都劇場）- から傘お化け 役[47][48]
- 舞台『27 -7ORDER-』（2020年2月9日 - 16日、天王洲 銀河劇場 / 2月21日 - 3月1日、AiiA 2.5 Theater Kobe）- ブライアン 役[49][50]
- 舞台『死神遣いの事件帖 -鎮魂侠曲-』（2020年7月23日 - 8月2日、サンシャイン劇場 / 8月5日 - 9日、梅田芸術劇場 シアター・ドラマシティ / 8月13日、福岡サンパレス / 8月15日、上野学園ホール）- 伝吉 役[51][52]
- 青山オペレッタ THE STAGE - 南雲朝斗 役[53]
  - 青山オペレッタ THE STAGE（2021年4月22日 - 25日、渋谷区文化総合センター大和田 さくらホール）[53]
  - 青山オペレッタ THE STAGE 〜ルーナ・ピエナ / 満ちる月〜」（2021年10月9日 - 12日、渋谷区文化総合センター大和田 さくらホール） - 映像出演[54]
- 舞台『魔法使いの約束』- アーサー 役[55]
  - 舞台『魔法使いの約束』 第1章（2021年5月14日 - 30日、天王洲 銀河劇場）[55]
  - 舞台『魔法使いの約束』 第2章（2021年11月5日 - 21日、天王洲 銀河劇場）[56]
  - 舞台『魔法使いの約束』 第3章（2022年4月29日 - 5月22日、天王洲 銀河劇場 他）[57]
  - 舞台『魔法使いの約束』 祝祭シリーズ Part2（2023年7月8日 - 23日、天王洲 銀河劇場）[58]
  - 舞台『魔法使いの約束』エチュードシリーズ Part1(2024年6月1日-23日、天王洲 銀河劇場 他)
  - 舞台『魔法使いの約束』 オーケストラ音楽祭 〜main story〜 (202年6月28日-30日、TACHIKAWA STAGE GARDEN)
  - 舞台『魔法使いの約束』エチュードシリーズ Part2（2024年11月30日 - 12月22日、天王洲 銀河劇場 他）[59]
  - 舞台『魔法使いの約束』オーケストラ音楽祭 〜series collection〜 (2024年12月27-29日、TACHIKAWA STAGE GARDEN)
  - 舞台『魔法使いの約束』きみに花を、空に魔法を 前編（2025年9月6日 - 10月5日、天王洲 銀河劇場 他）[60][61]
  - 舞台『魔法使いの約束』きみに花を、空に魔法を 後編（2026年）[60]
- 進戯団 夢命クラシックス #25『Requiem』（2021年9月30日 - 10月3日、シアターサンモール）- 明智光秀 役[62]
- 迷宮歌劇『美少年探偵団』（2021年12月31日 - 2022年1月10日、天王洲 銀河劇場）- 指輪創作 役[63]
  - 迷宮歌劇『続・美少年探偵団』（2025年3月3日 - 9日、天王洲 銀河劇場 / 3月14日 - 16日、サンケイホールブリーゼ）[64]
- 舞台『フルーツバスケット』 - 草摩由希 役[65]
  - 舞台『フルーツバスケット』（2022年3月4日 - 13日、日本橋三井ホール）[65]
  - 舞台『フルーツバスケット』2nd season（2023年10月6日 - 15日、大手町三井ホール）[66]
  - 舞台『フルーツバスケット』The Final（2024年10月18日 - 27日、ヒューリックホール東京）[67]
- ドラマチックライブステージ『アイドルマスター SideM』（2022年6月16日 - 26日、天王洲 銀河劇場）- 天峰秀 役[68]
- 『東京カラーソニック!!』the Stage - 霧島宙 役
  - Vol.1（2023年2月18日 - 26日、シアター1010）[69]
  - Vol.2（2023年11月10日 - 19日、天王洲 銀河劇場）[70]
- 演劇ドラフトグランプリ2023（2023年12月5日、日本武道館）[71]
- 舞台『ブラッディ+メアリー』（2024年1月26日 - 2月4日、こくみん共済 coop ホール/スペース・ゼロ） - 主演・ブラッディ・メアリー 役[72]
- 舞台『カルメン故郷に帰る』（2024年8月17日 - 9月21日、新橋演舞場 他） - 次郎 役[73][74]
- 30-DELUX Special Theater 2025『デスティニー -アドラメレクの鏡-』（2025年4月18日 - 27日、サンシャイン劇場 / 5月3日・4日、久留米シティプラザ ザ・グランドホール / 5月16日 - 18日、サンケイホールブリーゼ / 5月23日 - 25日、名古屋市芸術創造センター / 5月28日、さいたま市文化センター 大ホール）[75]
- 舞台『それってキセキ』（2025年7月31日 - 8月4日〈予定〉、シアター1010） - 主演・HIDE 役[76][77]

### 朗読劇
- お茶ノ水音楽会vol.29 *RO-DOKU**音戯草子 in **ホワイトチャペル*（2017年10月1日、東京ガーデンパレス ホワイトチャペル）
- メイクヒーロー DMM VR THEATER Version（2018年4月3日 - 8日、DMM VR THEATER）[78]
- 朗読劇『いつもポケットにショパン』（2019年6月14日 - 15日、新国立劇場 小劇場）[79]
- 方南ぐみ企画公演 朗読劇『青空』（2021年6月21日、俳優座劇場）[80]
- 絵本朗読LIVE『ビロードのうさぎ〜モノクローム〜』（2025年2月6日 - 11日、R'sアートコート）[81]

### 映画
- 先生から（2019年10月4日公開） - 小宮久作 役[82]
- 死神遣いの事件帖
  - 死神遣いの事件帖 ‐傀儡夜曲‐（2020年6月12日公開）[83]
  - 死神遣いの事件帖 -月花奇譚-（2022年11月18日公開）[84]
- 君たちはまだ長いトンネルの中 (2022年6月17日公開)  - 安倍晋太郎役
- ヒットマン・ロイヤー(2023年4月21日公開)

### テレビドラマ
- 妖怪! 百鬼夜高等学校（2018年10月18日 - 12月28日、BS日テレ）- から傘お化け 役[85]
- サウナーマン〜汗か涙かわからない〜（2019年8月25日 - 11月10日、朝日放送）[86]
- 100文字アイデアをドラマにした！ 第10話「パスワード間違ってます！」 （2020年3月23日、テレビ東京）[87]
- GARO -VERSUS ROAD-（2020年4月2日 - 6月26日、TOKYO MX）- 五五（少年期）役
- 闇芝居（生）（2020年、テレビ東京） - 第5話・第6話[88]
- ファーストペンギン! 第7話 - 最終話（2022年11月16日 - 12月7日、日本テレビ） - 小森賢太郎 役[89]
- あなたがしてくれなくても （2023年4月13日 - 6月22日、フジテレビ） - 田中裕太 役

### テレビ番組
- 一夜づけ（2015年12月、テレビ東京）
- 上田堪大・碕理人・北川尚弥 おでかけ！ in 横浜（2018年9月3日、ホームドラマチャンネル）[90]
- 猫のひたいほどワイド（2018年10月 - 2019年9月、テレビ神奈川）- 水曜レギュラー[91]→月曜レギュラー
- tkmkキッチン（2021年 、WOWOW）[92]

### ラジオ
- 竹内渉と片山陽加のみゅーじっく☆ほりっく（2016年2月、ラジオ日本）

### その他
- Youtube番組『2.5学園』（2018年9月 - ）[93]
- 期間限定商品RAIZIN MOJITO『#ジャッジRAIZIN MOJITO モヒート キャンペーン』PR動画（2019年7月）[94]
- お笑いイベント『MONSTER LIVE！』（2019年10月1日 - 6日、六本木 俳優座劇場）[95]
- ホラーが苦手な人も大丈夫♪♪配信イベント『闇芝居 宴〜愉しい宴をお届けします〜』（2020年10月4日）[96]
- イマーシブミステリー『アウフヘーベンの牢獄』（2021年12月4日・11日）[97]
- 浪漫活弁シネマ 〜映画『青春の夢いまいづこ』篇〜(2024年7月15日)

### イベント
2017年
- 音楽劇 金色のコルダ Blue♪Sky プレミアムパーティー Feat.神南（2017年2月5日）
- 北川尚弥ファーストイベント-20年の軌跡-（2017年3月12日）
- 『北川尚弥1st DVD 帰省』発売記念イベント （2017年12月9日）

2018年
- 北川尚弥とValentine's Day!（2018年2月17日）
- 北川尚弥Birthdayイベント（2018年5月12日）
- 『北川尚弥ファースト写真集 なおやだけ。』発売記念イベント（2018年7月28日、東京 / 29日、神戸・名古屋）
- スペシャルイベント『上田堪大・碕 理人・北川尚弥 おでかけ! in 横浜』（2018年8月4日）
- 北川尚弥と仮装Party！！（2018年10月20日）
- ミラクル☆ステージ『サンリオ男子』 inハローキティ ハッピーフライト（2018年10月27日）
- 「NKS」ファーストイベント（2018年12月24日）

2019年
- 「2.5学園」公開収録イベント（2019年2月9日）
- 北川尚弥バレンタインイベント2019（2019年2月11日）
- 北川尚弥 2019-20 カレンダー発売記念イベント（2019年3月16日、東京 / 17日、大阪）
- 『北川尚弥 in Thailand vol.1』DVD発売記念イベント（2019年3月21日、東京 / 30日、名古屋 / 31日、大阪）
- Short Story「先生の遺言」上映イベント（2019年4月7日）
- 北川尚弥Birthdayイベント〜Since1996-2019〜（2019年4月13日、東京 / 27日、大阪）
- ミラクル☆ステージ『サンリオ男子』FUN♡FAN♡MEETING Vol.1（2019年4月30日）
- スペシャルイベント『櫻井圭登・北川尚弥 おでかけ! in 川越』（2019年5月5日）
- 「NKS」セカンドイベント（2019年6月8日）
- 『北川尚弥 in Thailand vol.2』DVD発売記念イベント（2019年6月22日、東京 / 23日、大阪・名古屋）
- ナマヨミ 〈dTVチャンネル「ヨルヨミ」主催イベント〉（2019年6月24日）
- 『妖怪！百鬼夜高等学校』スペシャルファンミーティング（2019年7月14日）
- 北川尚弥 ファースト・トレカ発売記念イベント（2019年7月27日 - 28日）
- キャストサイズ スペシャルトークライブ（2019年9月15日）
- 北川尚弥 コラボイベント〜なおやDAYS-いつも一緒に〜（2019年10月20日）

2020年 -
- 『北川尚弥 Photo&DVD Book［ish］』発売記念イベント  （2020年1月25日、東京 / 26日、大阪 ）[98]
- カレンダー発売記念イベント（2020年3月20日）
- ACTORS☆LEAGUE 2021（2021年7月20日、東京ドーム）[99]
- ACTORS☆LEAGUE in Baseball 2022（2022年8月22日、東京ドーム）[100][101]
- ちょいミーリアルイベントガチャトーーク（2022年10月4日 - 9日、新宿FACE）※7日のみ出演
- HADO ACTORS CUP Vol.2（2022年10月15日、恵比寿ザ・ガーデンホール）
- ACTORS☆LEAGUE in Baseball 2023（2023年7月3日、東京ドーム） [102]

### ミュージックビデオ
2020年
- Hey! Say! JUMP『ナイモノネダリ』

### YouTubeドラマ
2021年
- 【ASMR×演劇】The ROOM【第五夜 続・泊まってはいけない部屋】- 男 役

## ディスコグラフィ

### キャラクターソング
- ドラマチックライブステージ『アイドルマスター SideM』 ST@GE SONG COLLECTION（2022年10月19日、ASOBINOTES） - 天峰秀 役
  - 「Don't U Worry」
  - 「Our Colorful Stage!!!」
  - 「DRIVE A LIVE（ドラマチックライブステージver.）」

### DVD
- 北川尚弥ファーストDVD「帰省」（2017年11月30日発売、MEN'S SCROLL）[103]
- 北川尚弥 in Thailand vol.1（2019年3月20日発売、イーネット・フロンティア）
- 北川尚弥 in Thailand vol.2（2019年6月21日発売、イーネット・フロンティア）

## 書籍

### 雑誌
- JUNON 2015年1月号・12月号／2016年5月号（主婦の友社）
- TVぴあ 2015年11月4日号（ウィルメディア）
- W! VOL.8（2015年12月17日発売、廣済堂出版）
- spoon.2Di Actors vol.3（2016年1月30日発売、株式会社プレビジョン）
- オトメディアステミュvol.2 2016年6月号（2016年4月26日発売、学研マーケティング）
- キャストサイズ（三才ムック、三才ブックス）
  - キャストサイズ 夏の特別号2018（2018年7月20日発売）
  - キャストサイズ vol.19（2018年12月5日発売）
  - キャストサイズ vol.20（2019年5月24日発売）
  - キャストサイズ 夏の特別号2019（2019年8月5日発売）
  - キャストサイズ vol.21（2019年11月26日発売）
- 別冊カドカワ Scene 01（2019年7月2日発売、カドカワムック）

### 写真集
- 北川尚弥ファースト写真集「なおやだけ。」（2018年7月27日発売、主婦と生活社）
- 北川尚弥 Photo&DVD Book「［ish］」（2020年1月22日発売、KADOKAWA）[3]